# Geneuille
Geneuille és un municipi francès situat al departament del Doubs i a la regió de Borgonya - Franc Comtat. L'any 2007 tenia 1.274 habitants.

## Demografia

### Població
El 2007 la població de fet de Geneuille era de 1.274 persones. Hi havia 454 famílies de les quals 87 eren unipersonals (33 homes vivint sols i 54 dones vivint soles), 121 parelles sense fills, 221 parelles amb fills i 25 famílies monoparentals amb fills.
La població ha evolucionat segons el següent gràfic:
Habitants censats

### Habitatges
El 2007 hi havia 472 habitatges, 458 eren l'habitatge principal de la família, 7 eren segones residències i 7 estaven desocupats. 422 eren cases i 50 eren apartaments. Dels 458 habitatges principals, 362 estaven ocupats pels seus propietaris, 86 estaven llogats i ocupats pels llogaters i 9 estaven cedits a títol gratuït; 4 tenien una cambra, 22 en tenien dues, 24 en tenien tres, 100 en tenien quatre i 308 en tenien cinc o més. 409 habitatges disposaven pel capbaix d'una plaça de pàrquing. A 171 habitatges hi havia un automòbil i a 253 n'hi havia dos o més.

### Piràmide de població
La piràmide de població per edats i sexe el 2009 era:
| Homes | Edats   | Dones |
| ----- | ------- | ----- |
| 4     | 95 o +  | 0     |
| 0     | 90 a 94 | 8     |
| 4     | 85 a 89 | 12    |
| 4     | 80 a 84 | 0     |
| 8     | 75 a 79 | 8     |
| 24    | 70 a 74 | 4     |
| 12    | 65 a 69 | 16    |
| 16    | 60 a 64 | 12    |
| 40    | 55 a 59 | 20    |
| 28    | 50 a 54 | 36    |
| 44    | 45 a 49 | 68    |
| 28    | 40 a 44 | 32    |
| 48    | 35 a 39 | 32    |
| 28    | 30 a 34 | 40    |
| 40    | 25 a 29 | 32    |
| 32    | 20 a 24 | 24    |
| 32    | 15 a 19 | 36    |
| 52    | 10 a 14 | 44    |
| 28    | 5 a 9   | 48    |
| 20    | 0 a 4   | 20    |

## Economia
El 2007 la població en edat de treballar era de 839 persones, 648 eren actives i 191 eren inactives. De les 648 persones actives 620 estaven ocupades (317 homes i 303 dones) i 28 estaven aturades (9 homes i 19 dones). De les 191 persones inactives 53 estaven jubilades, 78 estaven estudiant i 60 estaven classificades com a «altres inactius».

### Ingressos
El 2009 a Geneuille hi havia 469 unitats fiscals que integraven 1.296 persones, la mediana anual d'ingressos fiscals per persona era de 20.498 €.

### Activitats econòmiques
Dels 43 establiments que hi havia el 2007, 2 eren d'empreses extractives, 1 d'una empresa alimentària, 3 d'empreses de fabricació d'altres productes industrials, 11 d'empreses de construcció, 7 d'empreses de comerç i reparació d'automòbils, 7 d'empreses de transport, 1 d'una empresa d'hostatgeria i restauració, 6 d'empreses de serveis, 3 d'entitats de l'administració pública i 2 d'empreses classificades com a «altres activitats de serveis».
Dels 16 establiments de servei als particulars que hi havia el 2009, 1 era una oficina de correu, 1 taller de reparació d'automòbils i de material agrícola, 2 paletes, 3 guixaires pintors, 4 fusteries, 3 lampisteries, 1 perruqueria i 1 restaurant.
Dels 2 establiments comercials que hi havia el 2009, 1 era una botiga de menys de 120 m² i 1 una fleca.
L'any 2000 a Geneuille hi havia 5 explotacions agrícoles.

## Equipaments sanitaris i escolars
El 2009 hi havia una escola elemental.

## Poblacions més properes
El següent diagrama mostra les poblacions més properes.